# San Domenico Maggiore (Nápoly)
A San Domenico Maggiore templom Nápoly történelmi központjában, a város azonos nevű terén. A tér Nápoly egyik legnagyobb tere a Via Benedetto Crocén (vagy ahogyan a nápolyiak nevezik Spaccanapoli).

## Leírása
A tér közepén található obeliszk lényegében egy pestisoszlop, tetején Guzmán Szent Domonkos szobrával, a Domonkos-rend alapítójával. Az oszlopot az 1656-os pestisjárvány emlékére emelték. Az eredeti tervező Cosimo Fanzago, nápolyi építész volt. Az oszlop építését 1737-ben fejezték be III. Károly, első Bourbon nápolyi király uralkodása alatt.
A kis templomot II. Károly építtette át. Az új templom 1283 és 1324 között épült, de számos változáson esett át az évszázadok során, beleértve az 1670-ben történt barokk átalakítást. A 19. században a templomot visszaállították eredeti gótikus formájába.
A templomhoz csatlakozó kolostorban számos történelmi, vallási és filozófiai személyiség talált otthonra. Az egykori Nápolyi Egyetem székhelye volt, ahova Aquinói Szent Tamás is visszatért tanítani 1272-ben. Egy ideig itt élt Giordano Bruno is.
A San Domenico Maggiore-templom és kolostor magába foglal egy kisebb 10. századi templomot is, a San Michele Arcangelo a Morfisát.
A templom sekrestyéjében negyvenöt síremlék (pontosabban drága szövetekkel bevont koporsó) lett elhelyezve az évszázadok során, többek között itt helyezték örök nyugalomra I. Ferdinánd nápolyi királyt is.